# 理查德·罗兹
理查德·罗兹（英語：Richard Rhodes，1937年7月4日—）是一位美国作家、记者和历史学家。

## 生平
理查德·罗兹出生于堪薩斯城，毕业于耶鲁大学，现就职于斯坦福大学。

## 代表作

### 纪实文学
- 《原子弹秘史》（The Making of the Atomic Bomb，1986年出版，曾获1988年的普立茲非小說獎）ISBN 0-671-44133-7
- 《核复兴：能源常识》（Nuclear Renewal: Common Sense about Energy，1993年）ISBN 0-670-85207-4
- 《黑太阳：氢弹秘史》（Dark Sun: The Making of the Hydrogen Bomb，1995年，入围普利策历史奖）ISBN 978-0684804002
- 《致命的盛宴》（Deadly Feasts: Tracking the Secrets of a Terrifying New Plague，1997年）ISBN 0-684-82360-8
- 《他们为什么杀人：人们何以变得暴力，我们对此能做什么》（Why They Kill: The Discoveries of a Maverick Criminologist，1999年）ISBN 0-375-40249-7
- 《死亡之主》（Masters of Death: The SS-Einsatzgruppen and the Invention of the Holocaust，2002年）ISBN 0-375-40900-9
- 《愚蠢的兵工厂：核武器军备竞赛秘电》（Arsenals of Folly: The Making of the Nuclear Arms Race，2007年）ISBN 978-0-375-41413-8
- 《地狱与良伴：西班牙内战及其造就的世界》（Hell and Good Company: The Spanish Civil War and the World it Made，2015年）ISBN 978-1451696219
- 《能源传：一部人类生存危机史》（Energy: A Human History，2018年）ISBN 978-1501105357

### 小说
- 《神圣的秘密》（Holy Secrets，1978年）ISBN 0-385-02565-3
- 《地球之子》（Sons of Earth，1981年）ISBN 0-698-11055-2

### 其他
- — (编). . New York: Simon & Schuster. 1999. ISBN 0-684-83903-2.